# Sandalenfilm
Mit Sandalenfilm (englisch sword-and-sandal; italienisch Peplum) werden hauptsächlich in Italien produzierte B-Movies mit meist antiker beziehungsweise biblischer Thematik bezeichnet. Namensgebend war die während der Antike im Mittelmeerraum als Schuhwerk dominierende Sandale. Die meist billig produzierten Streifen dominierten die italienische Filmindustrie von 1958 bis 1965 und wurden dann von den Spaghetti-Western weitgehend verdrängt, erlebten aber in den 1980er im Gefolge der Conan-Filme nochmals eine kleine Blütezeit.  Der Begriff Sandalenfilm wurde von Filmkritikern meist abwertend verwendet, da diese Hollywoods Monumentalfilme imitierten (wie später auch die „Spaghetti-Western“ die „Edel-Western“ der USA).

## Geschichte
Sandalenfilme orientierten sich am Erfolg von Monumentalfilmen mit großen antiken Themen, wie sie in den 1950er- und 1960er-Jahren in Hollywood mit großem Aufwand gedreht wurden. Entscheidend für den Erfolg jener Streifen war die Einführung des breitformatigen Cinemascope-Verfahrens. Bekannte Beispiele für Monumentalfilme aus dieser Zeit, damit auch Vorlagen für spätere Sandalenfilme, waren Cleopatra, Ben Hur, Das Gewand, Quo Vadis?, Spartacus sowie Der Untergang des Römischen Reiches. Filme wie Quo Vadis?, Cleopatra und Ben Hur wurden in der Cinecittà im Südosten Roms gedreht, später wurden in diesen Kulissen nicht selten Sandalenfilme gedreht.
Sandalenfilme entstanden wegen der zu hohen Produktionskosten in Hollywood nicht in den USA, sondern vor allem in Italien und in anderen süd- und südosteuropäischen Ländern. Der Produktionsaufwand war dort deutlich geringer, die schauspielerische Besetzung billiger als bei den großen Vorbildern, trotzdem fanden auch diese Filme beim Publikum großen Anklang. Im Gegensatz zu den Monumentalfilmen legten die Regisseure weniger Gewicht auf Charakterdarstellung und symbolhafte Handlungen, als vielmehr auf möglichst viele Faust- und Schwertkämpfe. Beliebtes Thema waren die muskulösen Helden Herkules, Ursus, Samson oder Maciste, vor allem in den späteren Filmen in nicht selten absonderlichen Variationen wie Kämpfe des Herkules gegen Vampire oder Zorro. In Die Stunde der harten Männer wurden sogar alle vier der zentralen Figuren in einem Film gemeinsam gezeigt. Zum Teil wurden auch andere Figuren, etwa des Trojanischen Sagenkreises als Namenspaten verwendet. Seltener wurden die Namen realer historischer Personen wie Spartacus oder Hannibal genutzt.
Mit Goliat erschufen die Produzenten einen weiteren Helden. Im Gegensatz zum Alten Testament war die Figur positiv besetzt. Der Name war den deutschen Verleihern jedoch zu wenig publikumswirksam. In Die Irrfahrten des Herkules (1961) hieß er Herkules und in Der Tiger von Sardes (1963) wurde er Gordian genannt. Die späteren Produktionen änderten die Zeitepoche. Spielte Golia e il cavaliere mascherato (1963) im Spanien des 16. Jahrhunderts, war Arabien der Handlungsort für Golia alla conquista di Bagdad (1965). Ein weiterer Rückgriff auf die Bibel geschah mit Samson. Auch hier waren sich die deutschsprachigen Verleiher ihrer Sache nicht sicher. Für Herkules im Netz der Cleopatra (1961) wurde der Held umbenannt. Die weiteren Produktionen orientierten sich dann am Piratenfilm. Die Handlung in Samson und die weißen Sklavinnen (1963) und Samson gegen die Korsaren des Teufels (1964) beschränkte sich auf das 17. Jahrhundert. Mit deutscher Beteiligung entstand dann Samson und der Schatz der Inkas (1964). Die Verbindung zum Western war jedoch eine einmalige Angelegenheit. Mit Huasca – Wie tödliche Geier (1968) gibt es einen weiteren Film, der als später Nachzügler den Sandalenfilm mit dem auf dem amerikanischen Doppelkontinent spielenden Abenteuerfilm mixt: Mark Forest verschlägt es als Herkules nach Peru, wo er mit dem von Giuliano Gemma verkörperten einheimischen Held gemeinsam dessen Braut, eine Prinzessin, retten muss. In Maciste in der Gewalt des Tyrannen verschlägt es den Helden Maciste nach China. Parallel zu den Sandalenfilmen, die nicht selten in Co-Produktion mit französischen und etwas seltener spanischen Produktionsfirmen, seltener mit deutschen oder US-amerikanischen, erfolgten, entstanden auch immer Filme des Mantel-und-Degen-Genres wie auch des Abenteuer- und Historienfilms jenseits antiker und antikisierender Stoffe, die zum Teil auch noch parallel mit den Italowestern produziert wurden. Sowohl die Sandalenfilme als auch die häufig vor orientalischer Kulisse spielenden Abenteuerfilme wiesen immer wieder auch Elemente des Fantasyfilms auf. Der Begriff sword-and-sandal wird häufig weiter als der deutsche Begriff Sandalenfilm aufgefasst. Hierzu werden oft auch Wikingerfilme, Filme des arabischen Mittelalters und der Sagenwelt aus Tausendundeiner Nacht (Sindbad, Ali Baba), Mittelalterfilme und Filme des Artus-Sagenkreises gezählt.
Beliebte Stars zahlreicher italienischer Sandalenfilme waren die US-amerikanischen Bodybuilder und Schauspieler Steve Reeves, Gordon Mitchell, Richard Harrison, Gordon Scott, Kirk Morris, Mark Forest, Dan Vadis, Lang Jeffries und Ed Fury, die sich oft die Bezeichnung Herkules, Samson, Maciste und Ursus teilten. Sergio Ciani (unter dem Künstlernamen Alan Steel) war ein bedeutender italienischer Darsteller jener Zeit, Iloosh Khoshabe (als Richard Lloyd beziehungsweise Rod Flash) war Iraner. Ein italienischer Nachwuchsstar des Genres war Giuliano Gemma. Mit Victor Mature spielt auch einer der Stars der US-amerikanischen Monumentalfilme in Hannibal eine einmalige Hauptrolle in einem Sandalenfilm. Auch hinter der Kamera waren viele bekannte Namen aktiv, oftmals lernten sie hier ihr Handwerk oder Verfeinerten ihre Techniken. Dazu gehörten die Regisseure und Autoren Sergio Corbucci und Sergio Leone oder auch der Kameramann Enzo Barboni.
Als Mitte der 1960er-Jahre die Produktion von Monumentalfilmen wegen zu hoher Kosten und schwindender Beliebtheit eingestellt wurde, verschwanden auch die Sandalenfilme weitgehend, ohne jedoch je komplett zu verschwinden. In den 1970er Jahren gab es eine Reihe von Sexploitationfilme, die sich mit dem Genre der Sandalenfilme mischten, ihren Höhepunkt hatten diese Filme mit Tinto Brass’ umstrittenen Werk Caligula. In den 1980er Jahren gab es im Zuge der Conan-Filmreihe ein kleines Revival, diese meist mit Fantasy-Elementen angereicherten Filme sind dem Genre der „Barbarenfilme“ zuzurechnen. Einen Bezug zu den antiken Hochkulturen findet sich kaum noch, eher zu vorgeschichtlichen Lebensformen. Zum Teil werden diese mit den ebenfalls zu der Zeit populären Endzeit-Filmen kombiniert, manchmal wird die Handlung auch auf andere Planeten verlegt. Bei letzteren Filmen kann es auch futuristisch-technische Elemente geben. In den 1990er Jahren ebbte die Welle wieder ab und zog sich auf den TV-Bildschirm zurück, wobei die Serien Hercules, Xena – Die Kriegerprinzessin und Conan, der Abenteurer am bekanntesten waren. Im Zuge von Ridley Scotts Blockbuster Gladiator erlebte der Monumentalfilm ab 2000 ein gewisses Revival, wobei es nur in sehr geringem Maße auch zu einem Revival der Sandalenfilme kam. Filme, die sich seitdem mit den antiken Hochkulturen befassten, hatten zumeist ein nennenswertes Budget und oft auch einen künstlerischen Anspruch.

## Liste von Sandalenfilmen
- Fabiola (1949, Fabiola)
- Die letzten Tage von Pompeji (1950, Gli ultimi giorni di Pompei)
- Messalina (1951, Messalina)
- Die Königin von Saba (1951, La regina di Saba)
- Spartacus, der Rebell von Rom (1953, Spartaco)
- Attila, die Geißel Gottes (1954, Attila)
- Theodora – Kaiserin von Byzanz (1954, Teodora, imperatrice di Bisanzio)
- Zwei Nächte mit Kleopatra (1954, Due notti con Cleopatra)
- Neros tolle Nächte (1956, Mio figlio Nerone)
- Die Sklavinnen von Karthago (1956, Le schiave di Cartagine)
- Helena – Die Kurtisane von Athen (1957, La Venere di Cheronea)
- Aphrodite – Göttin der Liebe (1958, Afrodite, dea dell’amore)
- Aufstand der Gladiatoren (1958, La rivolta dei gladiatori)
- Herkules und die Königin der Amazonen (1958, Ercole e la regina di Lidia)
- Herodes – Blut über Jerusalem (1958, Erode il grande)
- Kreuz und Schwert (1958, La spada e la croce)
- Die unglaublichen Abenteuer des Herkules (1958, Le fatiche di Ercole)
- Hannibal (1959, Annibale)
- Herkules, der Schrecken der Hunnen (1959, Il terrore dei barbari)
- Im Zeichen Roms (1959, Nel segno di Roma)
- Judith – Das Schwert der Rache (1959, Giuditta e Oloferne)
- Die Legionen des Cäsaren (1959, Le legioni di Cleopatra)
- Die letzten Tage von Pompeji (1959, Gli ultimi giorni di Pompei)
- Die Schlacht von Marathon (1959, La battaglia di Maratona)
- Archimedes – der Löwe von Syrakus (1960, L’assedio di Siracusa)
- Aufstand der Legionen (1960, Salambò)
- David und Goliath (1960, David e Golia)
- Der Fluch des Pharao (1960, Il sepolcro dei re)
- Die Frau der Pharaonen (1960, La donna dei faraoni)
- I baccanali di Tiberio (1960)
- Kampf um Rom (1960, La vendetta dei barbari)
- Karthago in Flammen (1960, Cartagine in fiamme)
- Königin der Barbaren (1960, La regina dei tartari)
- Die Liebesnächte des Herkules (1960, Gli amori di Ercole)
- Maciste, der Rächer der Pharaonen (1960, Maciste nella valle dei re)
- Messalina (1960, Messalina Venere imperatrice)
- Die Rache des Herkules (1960, La vendetta di Ercole)
- Schlacht um Babylon (1960, Il conquistatore dell’Oriente)
- Das Schwert des roten Giganten (1960, I giganti di Tessaglia)
- Das Schwert von Persien (1960, Ester e il re / Esther and the King)
- Die Sklaven Roms (1960, La rivolta degli schiavi)
- Theseus, Held von Hellas (1960, Teseo contro il Minotauro)
- Ursus im Reich der Amazonen (1960, La regina delle amazzoni)
- Alboin, König der Langobarden (1961, Rosmunda e Alboino)
- Atlas (1961)
- Die Bacchantinnen (1961, Le baccanti)
- Barabbas (1961, Barabbà)
- Der Eroberer von Korinth (1961, Il conquistatore di Corinto)
- Herkules, der Held von Karthago (1961, La vendetta di Ursus)
- Herkules erobert Atlantis (1961, Ercole alla conquista di Atlantide)
- Herkules im Netz der Cleopatra (1961, Sansone)
- Die Horden des Khan (1961, Ursus e la ragazza tartara)
- Die Irrfahrten des Herkules (1961, Goliath contro i giganti)
- Die Jungfrauen von Rom (1961, Le vergini di Roma)
- Der Kampf um Troja (1961, La guerra di Troia)
- Der Koloß von Rhodos (1961, Il colosso di Rodi)
- Konstantin der Große (1961, Costantino il grande)
- Maciste besiegt die Feuerteufel (1961, Il trionfo di Maciste)
- Maciste contro Ercole nella valle dei guai (1961)
- Maciste, der Sohn des Herkules (1961, Maciste nella terra dei ciclopi)
- Maciste in der Gewalt des Tyrannen (1961, Maciste alla corte des Gran Khan)
- Maciste und die Königin der Nacht (auch Maciste bekämpft die Unterwelt, 1961, Maciste l’uomo più forte del mondo)
- Macistes größtes Abenteuer (1961, Maciste contro il vampiro)
- Nofretete – Königin vom Nil (1961, Nefertite, regina del Nilo)
- Der Raub der Sabinerinnen (1961, Il ratto delle sabine)
- Romulus und Remus (1961, Romolo e Remo)
- Der unbesiegbare Gladiator (1961, Il gladiatore invincibile)
- Der Untergang von Metropolis (1961, Il Gigante di Metropolis)
- Ursus im Tal der Löwen (1961, Ursus nella valle dei leoni)
- Ursus – Rächer der Sklaven (1961, Ursus)
- Vampire gegen Herakles (1961, Ercole al centro della terra)
- Die verlorene Legion (1961, Orazi e Curiazi)
- Vulcanus, der Titan (1961, Vulcano, figlio di Giove)
- Achilles (auch Der Zorn des Achilles, 1962, L’ira di Achille)
- Äneas, Held von Troja (1962, La leggenda di Enea)
- Cleopatra, die nackte Königin vom Nil (1962, Una regina per Cesare)
- El rapto de las sabinas (1962)
- Germanicus in der Unterwelt (1962, Maciste contro i mostri)
- Giulio Cesare contro i pirati (1962)
- Der Gladiator von Rom (1962, Il Gladiatore di Roma)
- Die gewaltigen Sieben (1962, Maciste il gladiatore più forte del mondo)
- Der Held von Attika (1962, Il tiranno di Siracusa)
- Herkules, der Sohn der Götter (1962, Ulisse contro Ercole)
- Julius Caesar, der Tyrann von Rom (1962, Giulio Cesare, il conquistatore delle Gallie)
- Kadmos – Tyrann von Theben (1962, Arrivano i titani)
- Kampf der Giganten (1962, Ursus gladiatore ribelle)
- Einer gegen Rom (1962, Solo contro Roma)
- Der Kampf der Makkabäer (1962, Il vecchio testamento)
- Die letzten Stunden von Pompeji (1962, Anno 79 – La distruzione di Ercolaneo)
- Maciste, der Rächer der Verdammten (1962, Maciste all’inferno)
- Maciste im Kampf gegen den Piratenkönig (1962, Maciste contro lo sceicco)
- Marte, dio della guerra (1962)
- Pontius Pilatus – der Statthalter des Grauens (1962, Ponzio Pilato)
- Samson, Befreier der Versklavten (1962, La furia di Ercole)
- Die sieben Gladiatoren (1962, I sette gladiatori)
- Der Sohn des Spartacus (1962, Il figlio di Spartacus)
- Taurus – Der Gigant von Thessalien (1962, Taur, re della forza bruta)
- Totò contro Maciste (1962)
- Vulcanus, der Titan (1962, Vulcano figlio di Giove)
- Die Arche Noah (1963, Giacobbe, l’uomo che lottò con Dio)
- Brenno – Der Herr des Schreckens (1963, Brenno il nemico di Roma)
- Die Eroberung von Mykene (auch Der Moloch, 1963, Ercole contro Moloch)
- Le gladiatrici (1963)
- Das Gold der Cäsaren (1963, Oro per i Cesari)
- Herkules, Samson und Odysseus (1963, Ercole sfida Sansone)
- Maciste gegen die Kopfjäger (1963, Maciste contro i cacciatori di teste)
- Marco – der Unbezwingbare (1963, Maciste alla corte dello zar)
- Perseus – der Unbesiegbare (1963, Perseo l’invincibile)
- Die Revolte der Gladiatoren (1963, I dieci gladiatori)
- Die Revolte der Sieben (1963, Gli invincibili sette)
- Samson gegen die Korsaren des Teufels (1963, Sansone contro il corsaro nero)
- Samson und die weißen Sklavinnen (1963, Sansone contro i pirati)
- Die Sklaven der Semiramis (1963, Io Semiramide)
- Die Sklavinnen von Damaskus (1963, L’eroe di Babilonia)
- Der Stärkste unter der Sonne (1963, Maciste l’eroe più grande del mondo)
- Der Tiger von Sardes (1963, Goliath e la schiava ribelle)
- Ursus, der Unbesiegbare (1963, Ursus nella terra di fuoco)
- Die Zerstörung Roms (1963, Il crollo di Roma)
- Zorro gegen Maciste – Kampf der Unbesiegbaren (1963, Zorro contro Maciste)
- Der Aufstand der Prätorianer (1964, La rivolta dei pretoriani)
- Blutgericht (1964, La rivolta dei sette)
- Die Giganten von Rom (1964, I giganti di Roma)
- Der Größte der Gladiatoren (1964, Il magnifico gladiatore)
- Der größte Sieg des Herkules (1964, Ercole l’invincibile)
- Herkules gegen die Tyrannen von Babylon (1964, Ercole contro i tiranni di Babilonia)
- Herkules – Rächer von Rom (1964, Ercole contro Roma)
- Huasca – Wie tödliche Geier (1964, Ercole contro i figli del sole)
- I tre centurioni (1964)
- Ist ja irre – Cäsar liebt Cleopatra (1964, Carry On Cleo)
- Kaiser der Gladiatoren (1964, I due gladiatori)
- Der Letzte der Gladiatoren (1964, Eroe di Britannia)
- Die letzten Tage des sündigen Rom (1964, L’incendio di Roma)
- Der Löwe von Theben (1964, Leone di Tebe)
- Maciste, der Held von Sparta (1964, Maciste, gladiatore di Sparta)
- Maciste e la regina di Samar (1964)
- Maciste im Reich von König Salomon (1964, Maciste nelle miniere di Re Salomone)
- Revanche für Spartakus (1964, La vendetta di Spartacus)
- Roma contro Roma (1964)
- Samson und der Schatz der Inkas (1964, Sansone e il tesoro degli Incas)
- Die 6 Unbesiegbaren (1964, La vendetta dei gladiatori)
- Die siegreichen Zehn (1964, Il trionfo dei dieci gladiatori)
- Der Sohn von Cäsar und Cleopatra (1964, Il figlio di Cleopatra)
- Soraya – Sklavin des Orients (1964, Anthar l’invincibile)
- Spartacus und die zehn Gladiatoren (1964, Gli invincibili dieci gladiatori)
- Der stärkste Mann der Welt (auch Der Triumph des Herkules, 1964, Il trionfo di Ercole)
- Die Stunde der harten Männer (auch Triumph der Giganten, 1964, Ercole, Sansone Maciste e Ursus gli invincibili)
- Der Titan mit der eisernen Faust (auch Spartacus – Der Held mit der eisernen Faust, 1964, Il Colosso di Roma)
- Tribun und Verschwörer (1964, Gli schiavi più forti del mondo)
- Der Tribun von Rom (1964, Coriolano, eroe senza patria)
- Die unbesiegbaren Drei (1964, Gli invincibili tre)
- Una spada per l’impero (1964)
- Der Untergang des Leopardenreiches (1964, Gli invincibili fratelli Maciste)
- Ursus und die Sklavin des Teufels (auch Ursus, Schrecken der Kirgisen, 1964, Ursus il terrore dei Kirghisi)
- La valle dell’eco tonante (1964)
- Die Vernichtung des Dschingis Khan (1964, Maciste nell’inferno di Gengis Khan)
- Gideon und Samson (1965, I grandi condottieri)
- Die Herausforderung des Herkules (1965, La sfida dei giganti)
- Herkules und die Prinzessin von Troja (1965, Hercules and the Princess of Troy)
- Kampf um Atlantis (1965, Il conquistatore di Atlantide)
- Rächer der Mayas – Abenteuer in den Anden (1965, Maciste il vendicatore dei Maya)
- Sieben gegen alle (1965, Sette contro tutti)
- Der letzte große Sieg der Daker (1966, Dacii)
- Die Schlacht im Teutoburger Wald (auch Hermann der Cherusker, 1967, Il massacro della foresta nera)
- Poppea – Die Kaiserin der Gladiatoren (1969, Le calde notti di Poppea)
- Die Rückkehr der stärksten Gladiatoren der Welt (1971, Il ritorno del gladiatore più forte del mondo)
- The Arena (1974)
- Supermänner gegen Amazonen (auch Sie hauen alle in die Pfanne, 1974, Superuomini, superdonne, superbotte)
- Cassiodoro il più duro del pretorio (1976)
- Die heißen Nächte des Caligula (1977, Le calde notti di Caligola)
- Messalina – Kaiserin und Hure (1977, Messalina, Messalina!)
- Orazi e curiazi 3-2 (1977)
- Caligula (1979)
- Caligula und Messalina (1981, Caligula et Messaline)
- Ator – Herr des Feuers (1982, Ator l’invincibile)
- Beastmaster – Der Befreier (1982, The Beastmaster)
- Conan der Barbar (1982, Conan, the Babarian)
- Gunan – König der Barbaren (1982, Gunan il guerriero)
- Nero und die Huren des römischen Reiches (1982, Nerone e Poppea)
- Das Schwert des Barbaren (1982, Le spade dei barbari)
- Una virgen para Calígula (1982)
- Ator II – Der Unbesiegbare (1983, Ator 2 – L’invincibile Orion)
- Herkules (1983, Hercules)
- Die sieben glorreichen Gladiatoren (1983, I sette magnifici gladiatori)
- Thor – Der unbesiegbare Barbar (1983, Thor il conquistatore)
- Thron des Feuers (auch Throne of Fire, 1983, Il trono di fuoco)
- Conan der Zerstörer (1984, Conan, the Destroyer)
- Der Krieger und die Hexe (auch The Warrior, 1984, The Warrior and the Sorceress)
- Das sündige Leben im Römischen Reich (auch Caligula III – Imperator des Schreckens, 1984, Roma. L’antica chiave dei sensi)
- Die Abenteuer des Herkules 2. Teil (1985, Le avventure dell’incredibile Ercole)
- Barbarian Queen (1985)
- Red Sonja (1985)
- Bacanales romanas, II Parte (1985)
- Die Barbaren (1987, The Barbarians)
- Caligula II - Die Huren des Caligula (auch Caligula 4 – Die Huren des Caligula, 1987, Flavia)
- Iron Warrior (1987, Ator il guerriero di ferro)
- Barbarian Queen II (1990, Barbarian Queen II: The Empress Strikes Back)
- Troll – Das Schwert der Macht (auch Troll – Teil 3, 1990, Ator l’invincible)
- Beastmaster II – Der Zeitspringer (1991, Beastmaster 2: Through the Portal of Time)